# MC Saïda
MC Saïda is een Algerijnse voetbalclub uit Saïda die in de op een na hoogste Algerijnse voetbalklasse uitkomt. De club is in 1947 opgericht.

## Erelijst
- Beker van Algerije

1965
USM Annaba ·
RC Arbaâ ·
OM Arzew · 
JSM Béjaïa · 
MO Béjaïa ·
A Bou Saâda ·
MC El Eulma ·
USM El Harrach ·
AS Khroub ·
Olympique Médéa ·
ASM Oran ·
RC Relizane ·
MC Saïda ·
JSM Skikda ·
DRB Tadjenanet ·
WA Tlemcen